# Lidano d'Antena
Lidano d'Antena, noto anche come san Lidano di Sezze (Antena, 1026 – Sezze, 2 luglio 1118), fu un religioso e abate benedettino italiano. È venerato come santo dalla chiesa cattolica.

## Biografia

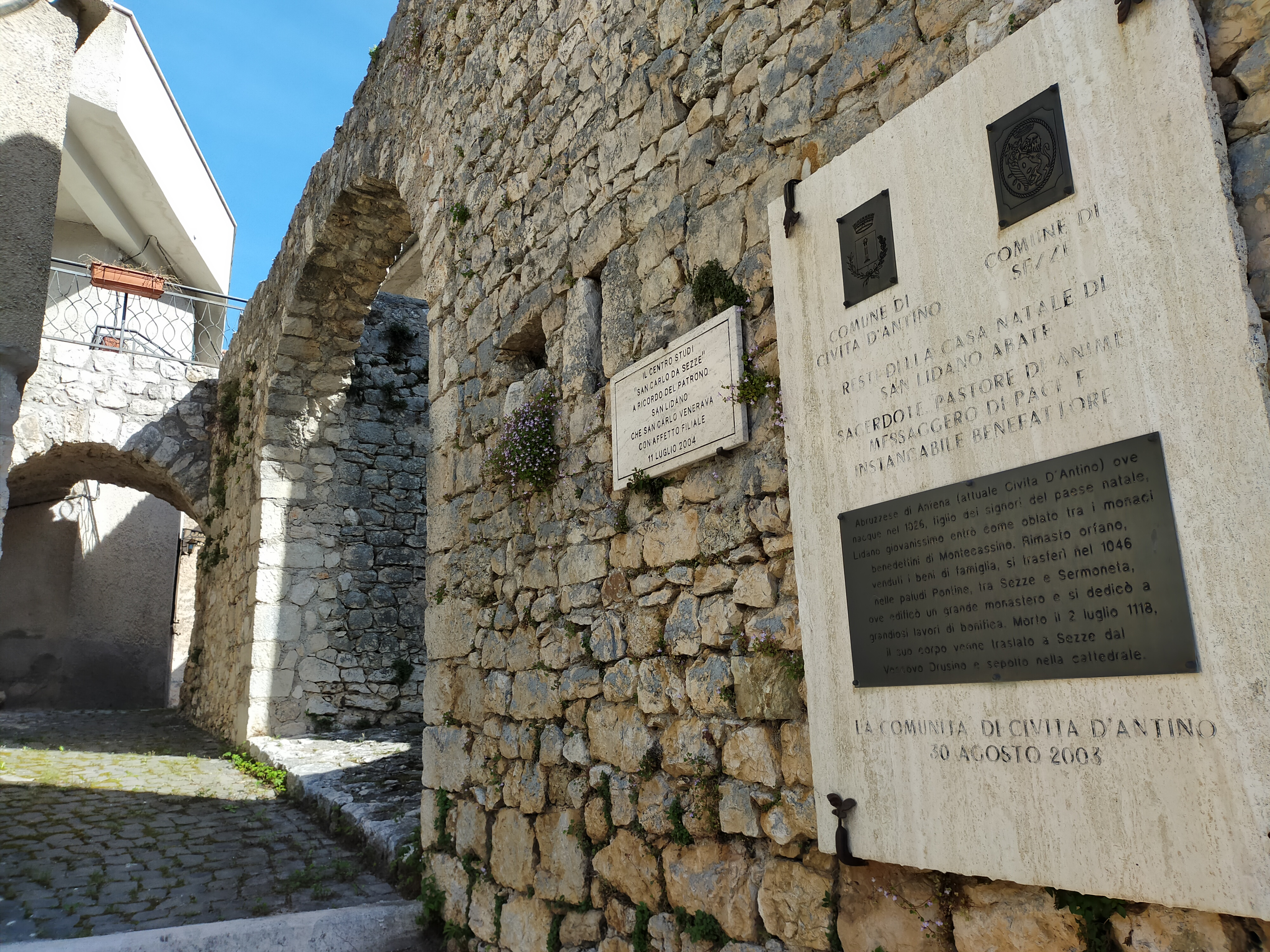
Casa natale di san Lidano a Civita d'Antino

I suoi genitori, Gentile, signore di Antena (la contemporanea Civita d'Antino), e Cecilia, dell'antica famiglia degli Avelli, lo offrirono quando aveva nove anni come oblato a san Benedetto, al monastero di Montecassino.
Morti i genitori quando aveva diciassette anni, dopo aver donato ai poveri i beni mobili ed aver venduto i beni immobili del patrimonio che gli spettava interamente in quanto figlio unico (sostanzialmente una porzione cospicua del paese natale), Lidano chiese all'abate di Montecassino  - al cui monastero oramai apparteneva come monaco -  di potersi recare nelle paludi pontine per fondarvi una comunità. Costruito così il monastero di Santa Cecilia ad tres arcus nella campagna di Sezze, del quale divenne abate, provvide all'opera di bonifica di larga parte del territorio circostante, successivamente chiamato "Quarto San Lidano".
Alla sua morte il suo corpo venne trasferito a cura del vescovo di Sezze nella Cattedrale di Santa Maria, dove riposa tuttora (nel nuovo altare maggiore eretto nel 1606): celebrata la sua canonizzazione dal vescovo della città, secondo la normativa allora in uso, a partire da quella data venne eletto patrono di Sezze e della diocesi, sostituendo in questo San Luca, tradizionale evangelizzatore di Sezze. A Civita d'Antino, nell'Abruzzo marsicano, gli è dedicata la chiesa parrocchiale della frazione di Pero dei Santi, mentre nella chiesa di Santo Stefano Protomartire, situata nel centro storico del paese, alcuni affreschi (XXI secolo) ne ricordano i momenti salienti della vita.
San Lidano  - insieme a San Carlo da Sezze -  è patrono della città e della diocesi di Latina-Terracina-Sezze-Priverno. Memoria liturgica: 2 luglio.